# Wilhelm Theodor Gümbel
Wilhelm Theodor Gümbel (Dannenfels, 19 maggio 1812 – Landau in der Pfalz, 10 febbraio 1858) è stato un botanico tedesco.

## Biografia
Fratello maggiore del geologo Karl Wilhelm von Gümbel. Studiò presso le università di Würzburg e Monaco di Baviera, e dal 1837 insegnò scienze naturali, agricoltura e tecnologia presso la scuola professionale di Zweibrücken. In questo momento, il suo interesse per la botanica si approfondì, in particolare, sugli aspetti morfologici della botanica. Nel 1843 fu insegnante di scienze naturali presso la scuola professionale di Landau, dove nel 1853 fu nominato rettore dell'istituzione.
Fu co-fondatore e, per molti anni, membro del consiglio di amministrazione dell'associazione scientifica "Pollichia". Il genere botanico Guembelia è stato chiamato con il suo nome da Georg Ernst Ludwig Hampe.

## Opere
- Erster Unterricht in der Thierwelt : zunächst für Gewerbschulen, 1849.
- Der Vorkeim. Beitrag zur Entwickelungsgeschichte der Moospflanze, 1853.
- Die Moosflora der Rheinpfalz, 1857.
- Die Vegetations-Verhältnisse des Bayerischen Waldes : nach den Grundsätzen der Pflanzengeographie (di Otto Sendtner, completato e curato da Gümbel e Ludwig Radlkofer), 1860.[3]